# Стрічкарка рожева
Стрічкáрка рожева (Catocala pacta) — нічний метелик родини еребід.

## Поширення
Вид поширений в Європі та Північній Азії від південної частини Швеції на схід до Фінляндії, Польщі, до Уральської та Амурської областей і на південь до Тибету. Трапляється на берегах з кущами верб і тополь, а також у заплавних і болотних лісах, а також на алеях і в парках.

## Опис
Це великий метелик, з розмахом крил до 42-52 мм. Передні крила від світло-сірого або блакитно-сірого до сіро-коричневого забарвлення. Мають дві подвійні чорні поперечні лінії, що обмежують серединне поле. Внутрішні лінії дещо зігнуті, а зовнішні зубчасті. У серединному осередку розташовується бобоподібна пляма. Задні крила світло-червоні та мають широку чорну крайову смугу, вигнуту центральну смугу такого ж кольору та білі бахроми. Для виду характерна переважно світло-червона верхня сторона черевця.

## Спосіб життя
Метелики літають з липня по вересень. Личинки живляться листям різних видів верби (Salix), зокрема Salix caprea і Salix cinerea.

## Підвиди
- Catocala pacta pacta
- Catocala pacta deserta Kozhanchikov, 1925